# オタカル・オストルチル
オタカル・オストルチル（Otakar Ostrčil, *1879年2月25日 プラハ - †1935年8月20日 同地）はチェコの作曲家・指揮者。生まれ育ったプラハで一生を過ごした。管弦楽曲《即興曲》《組曲ハ短調》《シンフォニエッタ》や歌劇《莟（Poupě）》《ハンザの王国（Honzovo království）》といった作品が知られている。

## 経歴
カレル大学に哲学を学び、オタカル・ホスチンスキーに師事すると同時に、ズデニェク・フィビフの個人指導で音楽理論と作曲を学ぶ。早くも学生時代から、後の音楽学者ズデニェク・ネイェドリーと親交を結んでいる。1901年にプラハ経済大学の語学教授をつとめる。1914年から1918年までプラハ市立歌劇場の首席指揮者を、1920年から1935年まで、チェコの楽壇に最も影響力のあったプラハ国立劇場の首席指揮者を務める。指揮者としては、プラハ時代のツェムリンスキーと協力関係にあった。プラハ音楽院の教員にも採用され、指揮法を指導している。
作曲家としてオストルチルは、影響を受けたグスタフ・マーラーと同じく、精力的な指揮活動のために、劇場のシーズンが終わる夏にしか作曲の時間を割くことができなかった。オストルチルの作品は、まずはチェコのロマン派音楽（わけても恩師フィビフ）によって培われた。その後は、1911年の《管弦楽のための即興曲》を皮切りに、表現主義的で不協和音に富んだ個人様式を発展させていった。これら成熟期の作品は、しばしばウェーベルン最初期の《パッサカリア》に似た響きがする。1920年代初頭までにマーラーの影響が加わるが、ちなみに指揮者としてもオストルチルはマーラーの支持者であった。
オストルチルの歌劇は6点あり、フィビフの指導下に書かれた習作《ヤン・ジョルジェレツキー（Jan Zhořelecký）》（1898年）、スメタナとフィビフが構想のみに終わった台本を用いた《ヴラスタの死（Vlasty skon）》（1904年）、《クナーリャの瞳（Kunálovy oči）》（1908年）、《莟》（1912年）、《エリンの伝説（Legenda z Erinu）》（1921年）、レフ・トルストイを原作とする《ハンザの王国》（1934年）である。最も重要な管弦楽曲に、《交響曲イ長調》作品7（1903年～1905年）と《即興曲》（1912年）、《組曲ハ短調》（1914年）、《シンフォニエッタ》作品20（1921年）、交響詩《夏（Léto）》、交響的変奏曲《十字架の道（Křížova cesta）》作品24（1927年～1928年）がある。このほかに、室内楽曲や合唱曲も遺している。

## 影響力
同世代のヴィーチェスラフ・ノヴァークやヨセフ・スク、オタカル・ジフらと同じく、オストルチルは、マーラーやリヒャルト・シュトラウスらの影響の下に、重厚な対位法様式と濃密な管弦楽法による楽曲を創り出した。しかし、ノヴァークがフランス印象主義音楽の感化を受けていたのに対して、オストルチルは極度に線的な傾向ゆえに、《エリンの伝説》の前奏曲や、《十字架の道》のクライマックス部分に見受けられるように、時折り機能和声法をはみ出しており、これらの瞬間において、オストルチルも高く評価していた新ウィーン楽派に歩み寄っている。生涯の最終局面において《ハンザの王国》により、パウル・ヒンデミットやディミトリー・ショスタコーヴィチを連想させる、ある種の皮肉な新古典主義音楽様式に転向した。グロテスクな行進曲やフォークダンスに満たされたこのオペラは、民話まがいの雰囲気をもった台本の社会主義的な思惑に相応しいものとなっている。
指揮者としてオストルチルは、戦間期の若手世代に重要な影響力を及ぼした。国立劇場時代の始めからオストルチルは、音楽的な指導力やレパートリーの選択について新たな理想を燃やし、当節の、国内外で流行のモダニズムの音楽の代表作をプラハの聴衆に紹介することを文化的な責務とした。結果的にオストルチルのもとでドビュッシーやリヒャルト・シュトラウス、ストラヴィンスキー、ダリウス・ミヨーらの作品のプラハ初演が行われたのである。中でも最も重要なのは、アルバン・ベルクの歌劇《ヴォツェック》のプラハ初演（1926年）であった。
こうしたプログラムの選択は、国立劇場時代の15年間を通してずっと盛んな議論の的となり、とりわけ保守的な音楽評論家アントニーン・シルハンからは、アンチ国民主義的で共産主義シンパとするレッテルを貼られた。シルハンらの記事に煽られて、《ヴォツェック》の3度目のプラハ上演では暴動が起きた。（これら批判者の多くは、オストルチルが、当時チェコスロバキア共産党の強力な支持者であったネイェドリーと親しい間柄にあったことに黙っていられなかったのである。）同時代の芸術を大衆に紹介することは必要だとするオストルチルの信念は、学生や識者の間に支持者を広げ、年少の教育者で作曲家のアロイス・ハーバはその筆頭であった。モダニズムの探究に対して徐々に反発の空気が広がる中で、オストルチルは英雄視された。
1935年に活動の頂点にあって不慮の死を遂げると、音楽界に衝撃を与え、共和国の終焉（1938年）まで、オストルチルの偉業は印刷物の中で賛美され続けた。